# Tongomayel
Tongomavel là một tổng của tỉnh Soum ở tây bắc Burkina Faso. Thủ phủ của tổng này là thị xã Tongomavel.

## Các thị xã và các làng
Arbilo, Béléhédé, Boudoudi, Bouléguégué, Bouleyanké, Bouloboyé, Débeyel, Diguel, Feto-Dana, Filio, Gankouna, Gasselkoli, Gasselpaté, Houbaye, Kadiel, Kobaoua, Mamassi-Gaoubilé, Mamassirou, Maty, Nérégué, Nianguel, Pétéldaou, Piraogo, Pouga, Saylia, Sergoussouma, Sibé, Silgadji, Sona, Taouremba, Tiahiguel, Tidyalié, Touronata, Toutou-Doundougorou, Waguessi và Woba-Tila.